# Coelocephala micans
Coelocephala micans är en tvåvingeart som beskrevs av Friedrich Georg Hendel 1914. Coelocephala micans ingår i släktet Coelocephala och familjen bredmunsflugor.
Artens utbredningsområde är Nigeria. Inga underarter finns listade i Catalogue of Life.